# Paracartus aureovitticollis
Paracartus aureovitticollis is een keversoort uit de familie van de boktorren (Cerambycidae). De wetenschappelijke naam van de soort werd voor het eerst geldig gepubliceerd in 1958 door Stephan von Breuning.